# Wills Pastures
Wills Pastures var en civil parish 1858–1988 när det uppgick i Hodnell and Wills Pastures, i distriktet Stratford-on-Avon, i grevskapet Warwickshire i England. Civil parish var belägen 6 km från Southam och hade 10 invånare år 1961.